# Регенгуш-ди-Монсараш
Реге́нгуш-ди-Монсара́ш (порт. Reguengos de Monsaraz; [ʁɨ'gẽguʃ dɨ mõsɐ'ɾaʃ]) — город в Португалии, центр одноимённого муниципалитета округа Эвора. Численность населения — 7,1 тыс. жителей (город), 11,5 тыс. жителей (муниципалитет). Город и муниципалитет входит в регион Алентежу и субрегион Алентежу-Сентрал. По старому административному делению входил в провинцию Алту-Алентежу.

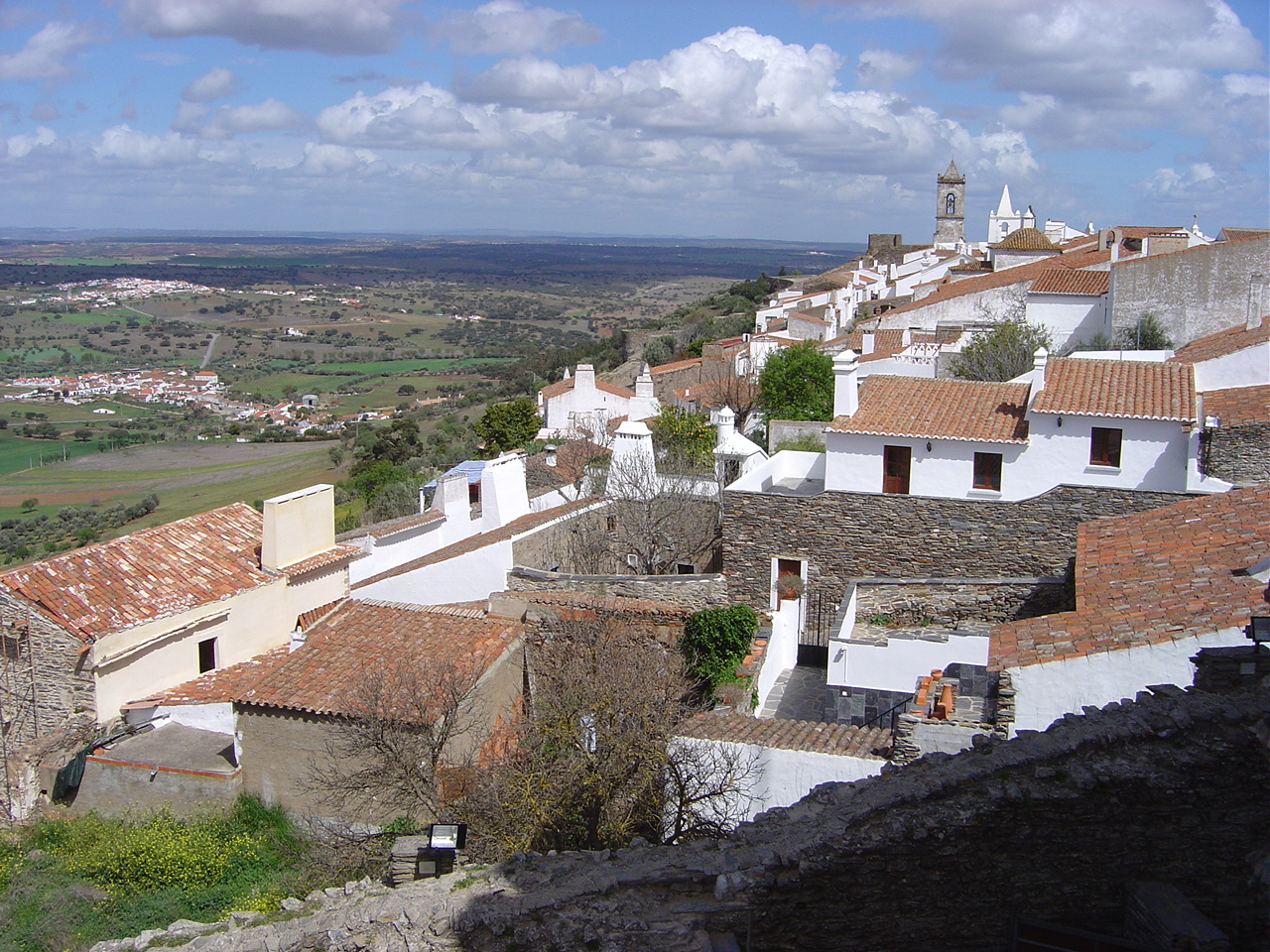
Вид деревни Монсараш (фрегезия (район) Монсараш) в 15 км от Регенгуш-де-Монсараш

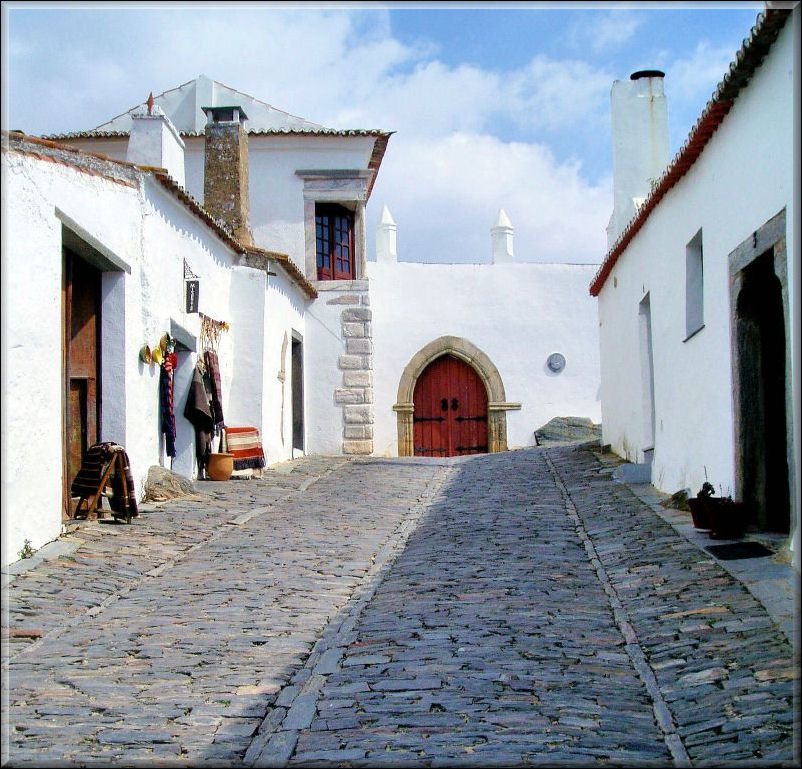
Улочки деревни Монсараш

## Расположение
Расстояние до:
- Лиссабона — 143 км
- Эворы — 36 км
- Порталегре — 96 км
- Сантарена — 134 км
- Сетубала — 119 км
- Бежы — 54 км

Муниципалитет граничит:
- на севере — с муниципалитетом Аландроал
- на востоке — с муниципалитетом Моран
- на юго-востоке — с муниципалитетом Мора
- на юго-западе — с муниципалитетом Портел
- на западе — с муниципалитетом Эвора
- на северо-западе — с муниципалитетом Редонду

## Население
| Население муниципалитета Регенгуш-де-Монсараш(1801—2004) | Население муниципалитета Регенгуш-де-Монсараш(1801—2004) | Население муниципалитета Регенгуш-де-Монсараш(1801—2004) | Население муниципалитета Регенгуш-де-Монсараш(1801—2004) | Население муниципалитета Регенгуш-де-Монсараш(1801—2004) | Население муниципалитета Регенгуш-де-Монсараш(1801—2004) | Население муниципалитета Регенгуш-де-Монсараш(1801—2004) | Население муниципалитета Регенгуш-де-Монсараш(1801—2004) | Население муниципалитета Регенгуш-де-Монсараш(1801—2004) |
| -------------------------------------------------------- | -------------------------------------------------------- | -------------------------------------------------------- | -------------------------------------------------------- | -------------------------------------------------------- | -------------------------------------------------------- | -------------------------------------------------------- | -------------------------------------------------------- | -------------------------------------------------------- |
| 1801                                                     | 1849                                                     | 1900                                                     | 1930                                                     | 1960                                                     | 1981                                                     | 1991                                                     | 2001                                                     | 2004                                                     |
| 5199                                                     | 6508                                                     | 10 240                                                   | 13 330                                                   | 15 090                                                   | 11 642                                                   | 11 401                                                   | 11 382                                                   | 11 460                                                   |

## История
Город основан в 1276 году.

## Районы
| Фрегезии (районы) муниципалитета Регенгуш-де-Монсараш | Фрегезии (районы) муниципалитета Регенгуш-де-Монсараш | Фрегезии (районы) муниципалитета Регенгуш-де-Монсараш | Фрегезии (районы) муниципалитета Регенгуш-де-Монсараш | Фрегезии (районы) муниципалитета Регенгуш-де-Монсараш | Фрегезии (районы) муниципалитета Регенгуш-де-Монсараш | Фрегезии (районы) муниципалитета Регенгуш-де-Монсараш |
| ----------------------------------------------------- | ----------------------------------------------------- | ----------------------------------------------------- | ----------------------------------------------------- | ----------------------------------------------------- | ----------------------------------------------------- | ----------------------------------------------------- |
| №                                                     | Наименование                                          | Оригинальное наименование                             | Кол-во жителей чел.(2001)                             | Территория км²                                        | Плотность чел./км²                                    | Почтовый индекс                                       |
| 1                                                     | Кампинью                                              | Campinho                                              | 917                                                   | 47,11                                                 | 19,47                                                 | 7200-000 CAMPINHO                                     |
| 2                                                     | Кампу                                                 | Campo                                                 | 840                                                   | 129,41                                                | 6,49                                                  | 7200-000 CAMPO RMZ                                    |
| 3                                                     | Корвал                                                | Corval                                                | 1578                                                  | 94,91                                                 | 16,63                                                 | 7200-000 CORVAL                                       |
| 4                                                     | Монсараш                                              | Monsaraz                                              | 977                                                   | 88,25                                                 | 11,07                                                 | 7200-000 MONSARAZ                                     |
| 5                                                     | Регенгуш-де-Монсараш                                  | Reguengos de Monsaraz                                 | 7070                                                  | 101,55                                                | 69,62                                                 | 7200-000 REGUENGOS DE MONSARAZ                        |

## Известные уроженцы
- Антониу ди Маседу Папанса (1852—1913) — юрист, политик и поэт; с 1884 — 1-й виконт ди Монсараш, с 1890 — 1-й граф ди Монсараш; отец политика и поэта Алберту Монсараша.

## Фотогалерея

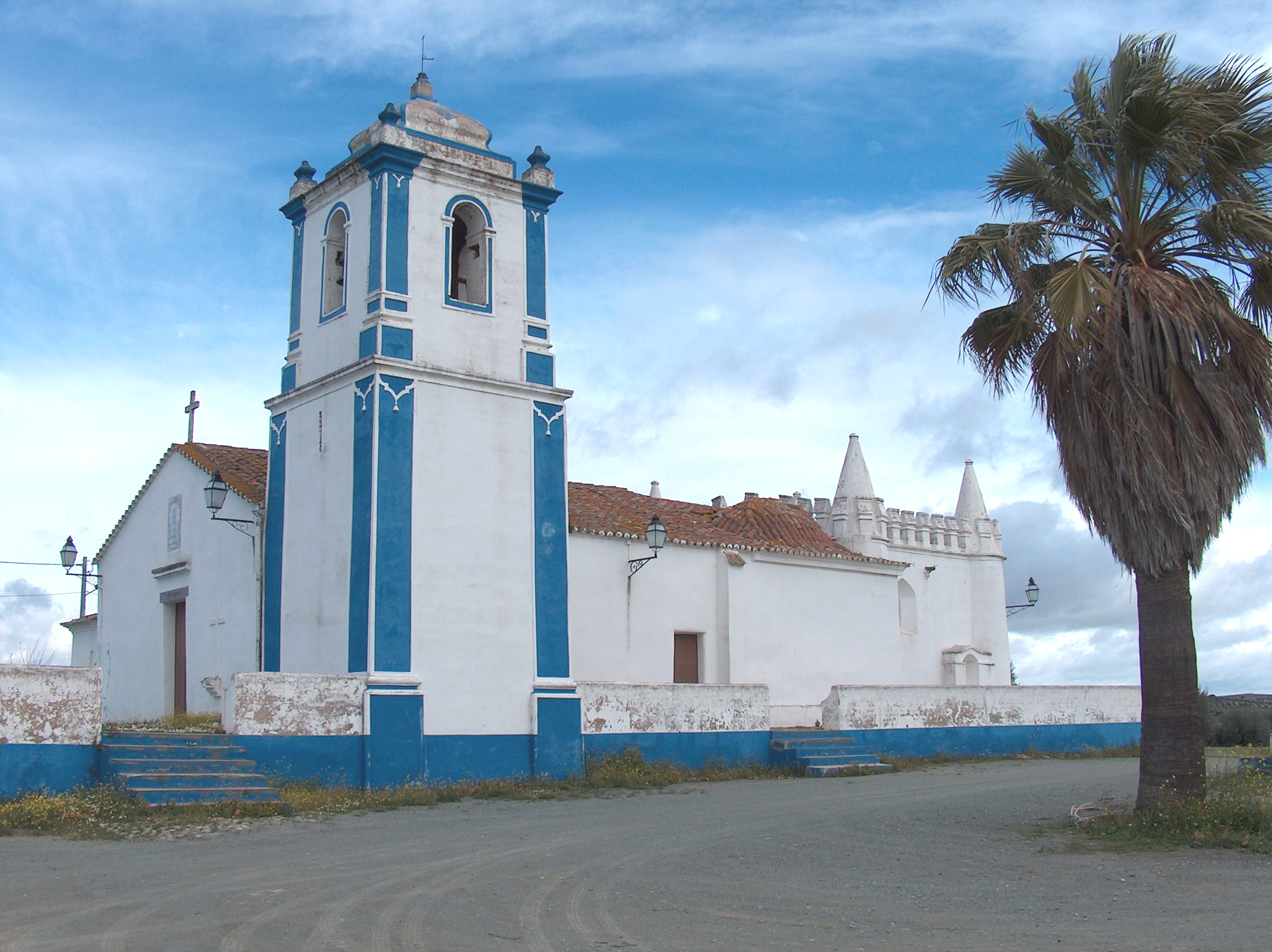
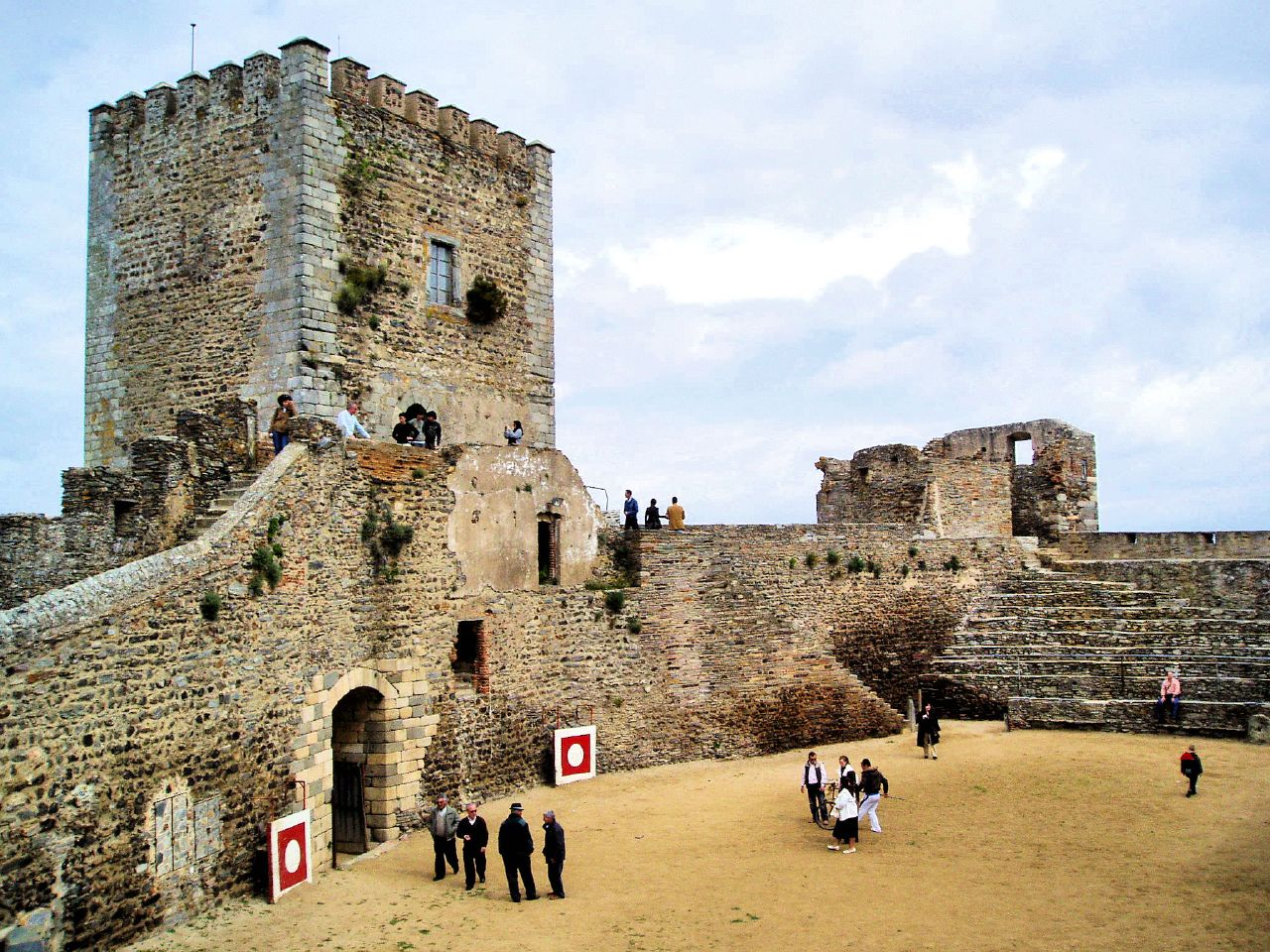
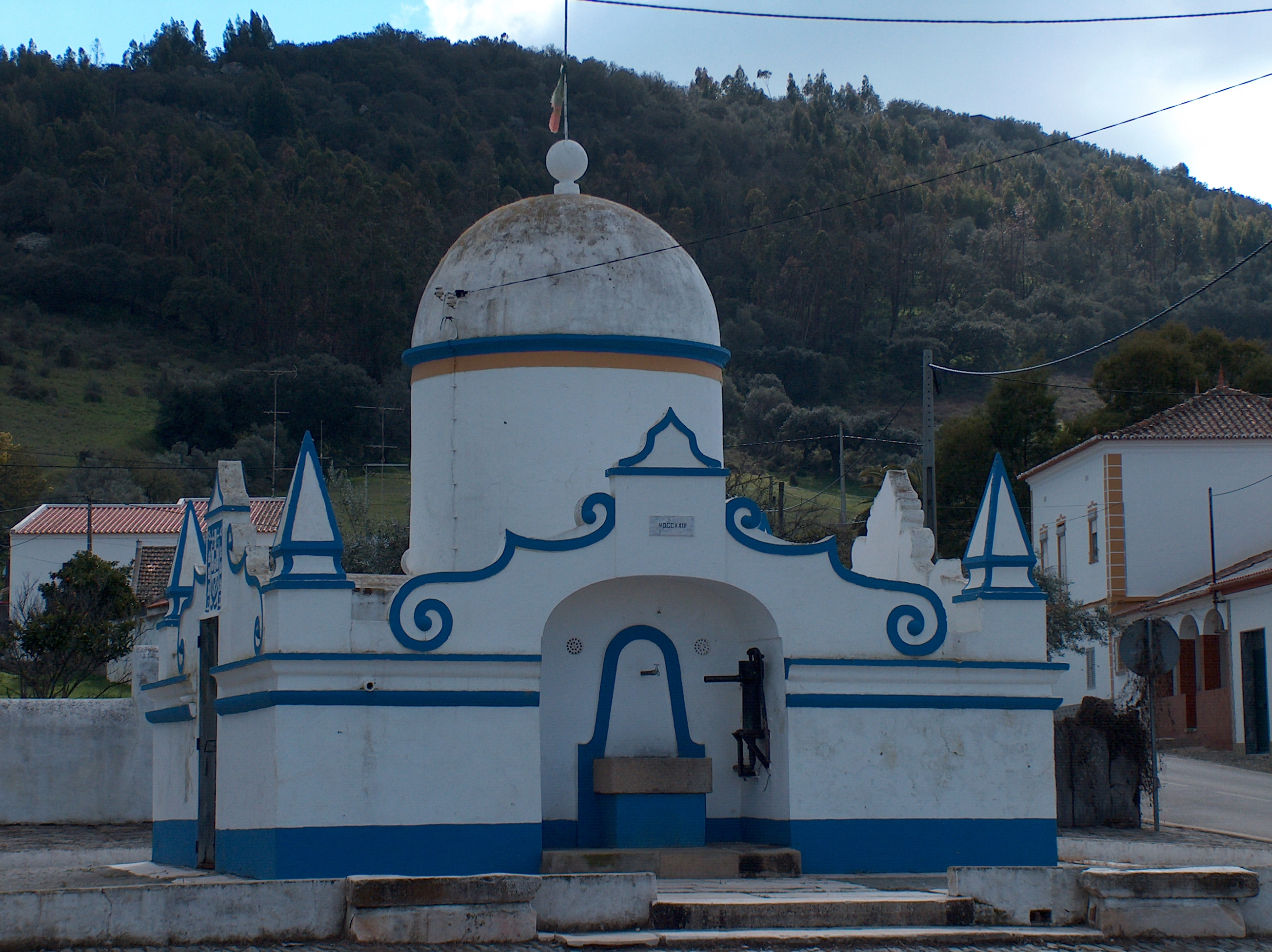
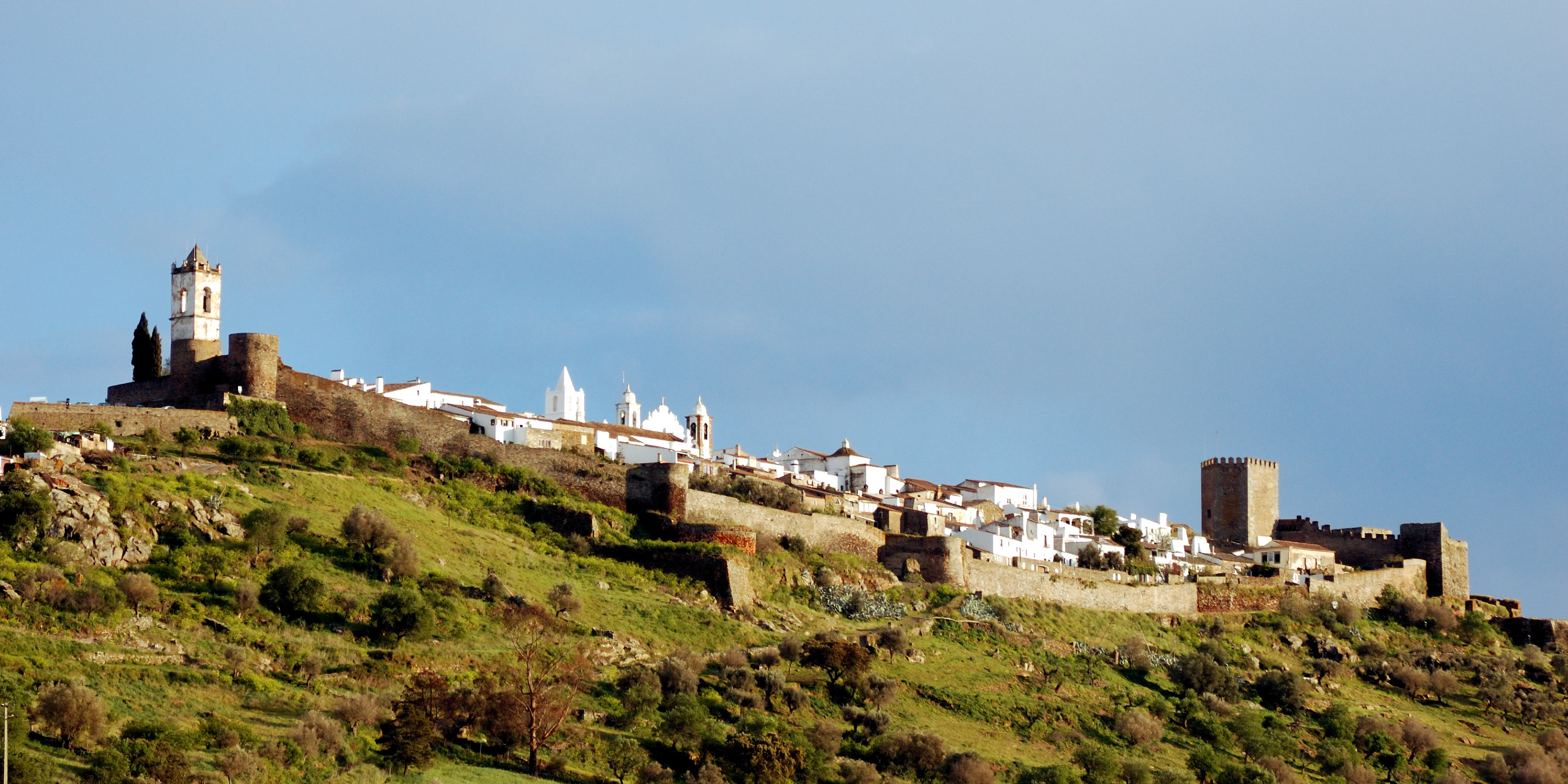